# Teatro romántico en España
El teatro es una parte fundamental del desarrollo del romanticismo en España. Frente al neoclasicismo, se alza el drama romántico. Éste se plasma -fundamentalmente- en dos subgéneros que pueden ser: la tragedia y también el melodrama -que eran los más adecuados a sus características- y desarrolla otro que es: la ópera.
El teatro romántico español lleva al escenario las tensiones de las escuelas y los conflictos existenciales del hombre, pero ambientadas en el pasado histórico o legendario de la Edad Media. Es un teatro de intrigas complicadas, de fantasmas, de bosques encantados, de ruinas grandiosas y, por supuesto, de amor y de muerte.

## Autores
Los principales autores son Antonio García Gutiérrez, Juan Eugenio Hartzenbusch, el Duque de Rivas, José Zorrilla y Francisco Martínez de la Rosa.